# Alcimus rubiginosus
Alcimus rubiginosus är en tvåvingeart som beskrevs av Gerstaecker 1871. Alcimus rubiginosus ingår i släktet Alcimus och familjen rovflugor. Inga underarter finns listade i Catalogue of Life.